# Paratrypauchen microcephalus
Paratrypauchen microcephalus es una especie de peces de la familia de los Gobiidae en el orden de los Perciformes.

## Morfología
Los machos pueden llegar a alcanzar los 18 cm de longitud total.

## Hábitat
Es un pez de clima tropical y demersal.

## Distribución geográfica
Se encuentra en la China (incluyendo Hong Kong), la India, Indonesia, el Japón, Kenia,  Corea, Malasia, Nueva Caledonia, Papúa Nueva Guinea, las Filipinas, Sudáfrica, Taiwán y el Vietnam.

## Observaciones
Es inofensivo para los humanos.